# ホァンイエン・チビ
ホァンイエン・チビ（國語字：Hoàng Yến Chibi、1995年12月8日 - ）は、ベトナムの歌手および女優。2014年、『スターアカデミー』の準優勝賞を受賞した。

## ディスコグラフィ

### シングル
- 『花のように生きる』SỐNG NHƯ NHỮNG ĐÓA HOA（2014年）
- 『太陽の花の丘』ĐỒI HOA MẶT TRỜI（2017年）
- 『紙の星の木』CÂY HOA GIẤY（2017年）
- 『昨日の思い出』HỒI ỨC NGÀY HÔM QUA（2017年）
- 『風に吹かれる桜』HOA ANH ĐÀO TRONG GIÓ（2017年）
- 『失われたキス』NỤ HÔN ĐÁNH RƠI（2018年）
- 『傷ついた花びら』CÁNH HOA TỔN THƯƠNG（2020年）

## フィルモグラフィ

### 映画
- 『4年、2人の男、一つの愛』（2016年）
- 『昨日からの少女』（2017年）
- 『輝ける日々に』（2018年）
- 『七山心靈』（2019年）
- 『バタフライハウス』（2019年）

### テレビドラマ
- 『ガラスの窓』（2012年）
- 『日陰のスーパースター』（2020年）